# Rich Kelley
Richard Ryland "Rich" Kelley (San Mateo, California, 23 de marzo de 1953) es un exjugador de baloncesto estadounidense que jugó 11 temporadas en la NBA. Con 2,13 metros de altura, lo hacía en la posición de pívot.

## Trayectoria deportiva

### Universidad
Jugó durante cuatro temporadas con los Cardinals de la Universidad de Stanford, en las que promedió 18,6 puntos y 12,4 rebotes por partido. Está considerado como el mejor pívot que ha pasado por Stanford. Fue elegido en sus tres últimas temporadas en el mejor quinteto de la Pacific Ten Conference. Su porcentaje de rebotes total le sitúa con más de 2 por encima del segundo mejor de los Cardinals, mientras que sigue siendo el cuarto mejor anotador de la historia.

### Selección nacional
Fue convocado con la selección de baloncesto de Estados Unidos que compitió en el Campeonato Mundial de Baloncesto de Puerto Rico 1974, en los que ganaron la medalla de bronce. Jugó nueve partidos, en los que promedió 9,3 puntos.

### Profesional
Fue elegido en la séptima posición del Draft de la NBA de 1975 por New Orleans Jazz, donde comenzó como suplente de Ron Behagen, para ir poco a poco consiguiendo más minutos de juego hasta convertirse en titular. Su gran temporada fue la 1978-79, en la que promedió 15,7 puntos, 12,8 rebotes y 2,1 tapones por partido, siendo el segundo mejor reboteador de la liga por detrás de Moses Malone y el octavo mejor taponador.
Al año siguiente fue traspasado a New Jersey Nets a cambio de John Gianelli, Bernard King y Jim Boylan, pero no convenció a su entrenador, siendo nuevamente traspasado mediada la temporada a Phoenix Suns a cambio de dos futuras rondas del draft. Allí tuvo que asumir nuevamente su condición de suplente, esta vez de Alvan Adams. Jugó 3 temporadas, siendo la mejor la última de ellas, en la que promedió 7,9 puntos y 6,1 rebotes por partido.
Al término de la temporada 1981-82 fue traspasado a Denver Nuggets a cambio de una primera ronda del siguiente draft, pero nuevamente, mediada la temporada fue enviado de vuelta a los Jazz, que ya se habían trasladado a Salt Lake City, a cambio de Danny Schayes. Allí se turnó con Thurl Bailey en el puesto de ala-pívot, siendo Mark Eaton el que ocupara el puesto de 5. Pero su rendimiento ya no sería el de temporadas anteriores, aunque siguió aportando en defensa, como lo demuestran los 6,5 rebotes por partido de la temporada 83-84. Al finalizar la campaña siguiente terminó contrato, firmando como agente libre por Sacramento Kings, en la que iba a ser su última temporada como profesional.

## Estadísticas de su carrera en la NBA

### Temporada regular
| Temp.   | Edad | Equipo      | Liga | P   | TIT | MIN  | TC  | TCA  | %TC  | 3P  | 3PA | %3P  | TL  | TLA | %TL  | R.OF. | R.DEF. | REB  | ASIS | ROB | TAP | PER | FP  | PTS  |
| 1975-76 | 22   | New Orleans | NBA  | 75  |     | 17.9 | 2.5 | 5.1  | .485 |     |     |      | 2.1 | 2.7 | .776 | 2.6   | 4.5    | 7.0  | 2.1  | 0.7 | 0.8 |     | 2.8 | 7.0  |
| 1976-77 | 23   | New Orleans | NBA  | 76  |     | 19.8 | 2.4 | 5.1  | .477 |     |     |      | 2.1 | 2.6 | .792 | 2.8   | 5.0    | 7.7  | 2.7  | 0.6 | 0.8 |     | 3.2 | 6.9  |
| 1977-78 | 24   | New Orleans | NBA  | 82  |     | 25.8 | 3.7 | 7.3  | .505 |     |     |      | 2.7 | 3.5 | .779 | 3.0   | 6.2    | 9.3  | 2.8  | 1.1 | 1.6 | 2.7 | 3.6 | 10.2 |
| 1978-79 | 25   | New Orleans | NBA  | 80  |     | 33.8 | 5.5 | 10.9 | .506 |     |     |      | 4.7 | 5.7 | .814 | 3.8   | 9.0    | 12.8 | 3.6  | 1.6 | 2.1 | 3.6 | 3.9 | 15.7 |
| 1979-80 | 26   | TOTAL       | NBA  | 80  |     | 23.0 | 2.9 | 6.1  | .473 | 0.0 | 0.0 | .000 | 3.1 | 3.9 | .787 | 2.5   | 3.9    | 6.4  | 2.2  | 1.0 | 1.2 | 2.5 | 3.4 | 8.8  |
| 1979-80 | 26   | New Jersey  | NBA  | 57  |     | 25.7 | 3.3 | 7.0  | .466 | 0.0 | 0.1 | .000 | 3.5 | 4.4 | .788 | 2.7   | 4.2    | 7.0  | 2.2  | 0.9 | 1.4 | 2.7 | 3.8 | 10.0 |
| 1979-80 | 26   | Phoenix     | NBA  | 23  |     | 16.2 | 1.9 | 3.7  | .506 | 0.0 | 0.0 |      | 2.0 | 2.6 | .783 | 1.9   | 3.2    | 5.1  | 2.2  | 1.2 | 0.7 | 2.0 | 2.5 | 5.8  |
| 1980-81 | 27   | Phoenix     | NBA  | 81  |     | 20.8 | 2.4 | 4.8  | .506 | 0.0 | 0.0 | .000 | 2.2 | 2.9 | .758 | 1.6   | 3.8    | 5.4  | 3.5  | 1.0 | 0.8 | 2.6 | 2.6 | 7.0  |
| 1981-82 | 28   | Phoenix     | NBA  | 81  | 39  | 23.4 | 2.9 | 6.2  | .467 | 0.0 | 0.0 | .000 | 2.1 | 2.8 | .749 | 2.1   | 4.1    | 6.1  | 3.6  | 0.8 | 0.9 | 3.0 | 3.6 | 7.9  |
| 1982-83 | 29   | TOTAL       | NBA  | 70  | 23  | 19.2 | 1.9 | 4.2  | .444 | 0.0 | 0.0 |      | 2.0 | 2.5 | .811 | 1.9   | 3.9    | 5.8  | 2.0  | 0.8 | 0.6 | 1.7 | 3.2 | 5.7  |
| 1982-83 | 29   | Denver      | NBA  | 38  | 0   | 14.9 | 1.6 | 3.7  | .418 | 0.0 | 0.0 |      | 1.4 | 1.8 | .786 | 1.6   | 2.9    | 4.5  | 1.6  | 0.6 | 0.5 | 1.4 | 3.0 | 4.6  |
| 1982-83 | 29   | Utah        | NBA  | 32  | 23  | 24.4 | 2.2 | 4.8  | .467 | 0.0 | 0.0 |      | 2.7 | 3.3 | .829 | 2.2   | 5.1    | 7.3  | 2.5  | 1.0 | 0.7 | 2.0 | 3.3 | 7.2  |
| 1983-84 | 30   | Utah        | NBA  | 75  | 30  | 22.3 | 1.8 | 3.5  | .500 | 0.0 | 0.0 |      | 1.7 | 2.2 | .765 | 1.9   | 4.7    | 6.5  | 2.1  | 0.7 | 0.4 | 2.0 | 3.6 | 5.2  |
| 1984-85 | 31   | Utah        | NBA  | 77  | 34  | 16.6 | 1.3 | 2.8  | .477 | 0.0 | 0.0 | .000 | 1.1 | 1.5 | .750 | 1.5   | 3.0    | 4.5  | 1.6  | 0.5 | 0.4 | 1.6 | 2.9 | 3.8  |
| 1985-86 | 32   | Sacramento  | NBA  | 37  | 0   | 8.8  | 0.8 | 1.3  | .571 | 0.0 | 0.1 | .000 | 0.5 | 0.6 | .818 | 0.8   | 1.4    | 2.2  | 1.2  | 0.3 | 0.1 | 0.6 | 1.7 | 2.0  |
| Total   |      |             | NBA  | 814 | 126 | 21.8 | 2.7 | 5.4  | .488 | 0.0 | 0.0 | .000 | 2.3 | 2.9 | .783 | 2.3   | 4.7    | 7.0  | 2.6  | 0.9 | 0.9 | 2.4 | 3.2 | 7.6  |

### Playoffs
| Temp.   | Edad | Equipo     | Liga | P  | MIN | TCA | TC  | 3PA | 3P | TLA | TL | R.OF. | REB | ASIS | ROB | TAP | PER | FP  | PTS | %TC  | %3P  | %FT  | MIN  | PTS | REB | AST |
| 1979-80 | 26   | Phoenix    | NBA  | 8  | 146 | 19  | 44  | 0   | 1  | 9   | 10 | 14    | 36  | 22   | 9   | 7   | 10  | 17  | 47  | .432 | .000 | .900 | 18.3 | 5.9 | 4.5 | 2.8 |
| 1980-81 | 27   | Phoenix    | NBA  | 7  | 113 | 10  | 25  | 0   | 1  | 9   | 14 | 13    | 35  | 13   | 6   | 3   | 14  | 12  | 29  | .400 | .000 | .643 | 16.1 | 4.1 | 5.0 | 1.9 |
| 1981-82 | 28   | Phoenix    | NBA  | 7  | 191 | 27  | 54  | 0   | 0  | 14  | 20 | 18    | 48  | 30   | 6   | 3   | 12  | 25  | 68  | .500 |      | .700 | 27.3 | 9.7 | 6.9 | 4.3 |
| 1983-84 | 30   | Utah       | NBA  | 11 | 201 | 15  | 27  | 0   | 0  | 25  | 29 | 19    | 58  | 22   | 9   | 6   | 17  | 42  | 55  | .556 |      | .862 | 18.3 | 5.0 | 5.3 | 2.0 |
| 1984-85 | 31   | Utah       | NBA  | 9  | 174 | 18  | 38  | 0   | 0  | 13  | 15 | 25    | 57  | 14   | 7   | 5   | 14  | 32  | 49  | .474 |      | .867 | 19.3 | 5.4 | 6.3 | 1.6 |
| 1985-86 | 32   | Sacramento | NBA  | 3  | 35  | 3   | 9   | 0   | 0  | 5   | 6  | 6     | 12  | 4    | 2   | 0   | 2   | 5   | 11  | .333 |      | .833 | 11.7 | 3.7 | 4.0 | 1.3 |
| Total   |      |            | NBA  | 45 | 860 | 92  | 197 | 0   | 2  | 75  | 94 | 95    | 246 | 105  | 39  | 24  | 69  | 133 | 259 | .467 | .000 | .798 | 19.1 | 5.8 | 5.5 | 2.3 |